# T.M.I.
«T.M.I.» (англ. T.M.I.) — эпизод 1504 (№ 213) сериала «Южный парк», премьера которого состоялась 18 мая 2011 года.

## Сюжет
Жутко злой Картман вбегает в школьную столовую и в бешенстве ругает школу и директрису. Его взбесило, что школьная администрация вывесила на всеобщее обозрение список якобы с размерами пенисов мальчишек. Ребята смотрят доску объявлений, и там и в самом деле вывешена следующая таблица:
- Крейг Такер — 6 см,
- Леопольд Стотч (Баттерс) — 5,5 см,
- Стэн Марш — 5,3 см,
- Кайл Брофловски — 6 см,
- Токен Блэк — 5,8 см,
- Кенни Маккормик — 6 см,
- Твик Твик — 5,2 см,
- Клайд Донован — 5,5 см,
- Эрик Картман — 3 см,
- Джимми Волмер — 4,3 см.

Выясняется, что Картман недоволен тем, что у него самый маленький размер, и все об этом узнали. Кипя от негодования, он требует замерить достоинства всех мальчишек заново и вывесить новые результаты, что ребята в итоге и делают. На следующий день Эрика вызывает директриса Виктория и объясняет ему, что то были не размеры их пенисов, а то, на сколько ученики выросли за год. Картман, поняв, что он сам же себя опозорил (при втором замере оказалось, что его пенис длиной 3,5 см и что он по-прежнему меньше, чем у других) грубит директору, и его направляют на терапию по управлению гневом.
Психолог во время сеанса пытается выяснить, что вызывает у Картмана гнев, и дразнит его, обзывая толстым, причём сильно разошёлся, не скупясь и на матерные выражения. Картман спокойно его выслушивает и начинает копаться в телефоне. Психолог поражается его спокойствию, но тут звонит телефон, и жена на том конце провода говорит, что узнала о судимостях мужа и о том, что он чатился с какой-то 14-летней девочкой, после чего застреливается. Картман спокойно произносит: «Я не толстый, у меня просто кость широкая» (зрителю становится ясно, что это он подстроил).
Директор тем временем вызывает всех родителей в школу и сообщает тем о том инциденте. Рэнди Марш, как единственный учёный в Южном Парке, вызывается преподать детям сексуальное воспитание. На уроке он говорит, что размер пениса — это не так уж важно, после чего начинает писать на доске сложные формулы, объясняя почему. И во время этих уроков выясняется, что длина его собственного пениса 11 см. С помощью этих формул он вывел свой «реальный размер», который оказался — 16 см.
Картман попадает на общую терапию по управлению гневом, где также присутствуют один из готов и Туонг Лу Ким. В ходе беседы становится ясно, что хоть все присутствующие жалуются на всё, что только можно, истинная причина их злости — это маленький размер их пенисов.
В школу на замену Рэнди приходит настоящий специалист по сексуальному воспитанию и говорит, что прежний метод по их обучению был неправильным. После чего также пишет на доске сложные формулы, но уже другие. В кабинет врывается разъярённый Рэнди и избивает специалиста, после чего тоже попадает на терапию по управлению гневом. Там он сжигает кабинет психолога и вместе с остальными участниками терапии захватывает здание федеральной почты «FedEx», где грозит поджечь работников зажигалками.
Тем временем психолог выясняет причину их злости (размер пенисов), и правительство, чтобы прекратить беспредел, меняет шкалу T.M.I. для того, чтобы оптимальным размером пенисов стало 3,8 см. Все разгневанные радуются этому факту (кроме Картмана, размер пениса которого даже после изменения шкалы T.M.I. не является оптимальным), забывают о злости и выходят из здания, напевая песню.

## Отзывы
Карл Кортес из Assignment X написал, что эпизод был "не идеальным, но хорошим", и его явно выделяли от двух предыдущих эпизодов.

## Факты
- В этой серии авторы обозначают прототип Южного Парка - городок Фэйрплей (Fairplay) в Колорадо: именно в нем Рэнди и банда захватывают отделение «FedEx». В реальном Фэйрплей отделения «FedEx» нет.
- В списке школьной администрации указаны не только четвероклассники, но и мальчики из третьего класса, так как Брайдон Гуэррмо - третьеклассник. В списке, составленном по инициативе Картмана, тоже указаны третьеклассники.
- Само название серии отсылает на название британского лейбла E.M.I